# Кабяк, Сергей Терентьевич
Сергей Терентьевич Кабяк (12 сентября 1931, х. Замошье, Барановичский повет, Новогрудское воеводство, Польская Республика — 20 декабря 1985, Витебск, Белорусская ССР, СССР) — советский белорусский партийный и государственный деятель, первый секретарь Витебского обкома КП Беларуси (1983—1985), председатель Гродненского облисполкома (1978—1983).

## Биография
Родился 12 сентября 1931 в хуторе Замошье Барановичского повета Новогрудского воеводства Польской Республики (ныне хутор в составе Лунинецкого района Брестской области Беларуси).
- 1957—1958 гг. — первый секретарь Лидского горкома ЛКСМБ,
- 1968—1972 гг. — председатель последовательно Островецкого, Слонимского и Дятловского райисполкомов,
- 1978—1983 г. — председатель Гродненского облисполкома,

С 1983 г. — первый секретарь Витебского областного комитета КП Беларуси.
Депутат Совета Национальностей Верховного Совета СССР 11-го созыва от Белорусской ССР.
Наиболее известен достижениями на посту руководителя Гродненской области, среди которых строительство трассы Гродно-Скидель (долгое время была единственной четырёхполосной автомагистралью в области; в народе её до сих пор называют «Дорога Кабяка») и строительство здания Гродненского областного драматического театра, являющегося одним из символом города Гродно.

## Память
Имя С. Т. Кабяка носит одна из крупных улиц города Гродно, а также улица его имени есть в Дятлово.